# Iwanzowo
Iwanzowo (russisch Иванцово, deutsch Deutsch Thierau, litauisch Tyruva) war ein Dorf in Ostpreußen. Es lag im Gebiet der heutigen russischen Oblast Kaliningrad (Königsberg (Preußen)) im Bereich des Dorfsowjets Pogranitschny (Hermsdorf, Kreis Heiligenbeil) innerhalb des Rajon Bagrationowsk (Preußisch Eylau).

## Geographische Lage

Deutsch Thierau um 1925

Das Kirchdorf lag seit 1945 an der russisch-polnischen Grenze, die direkt am südlichen Ortsrand verlief. Diese Lage im Niemandsland der Grenzregion bestimmte das Schicksal des Ortes, der hier nicht überleben konnte.
Vor 1945 führte am nordwestlichen Ortsrand von Deutsch Thierau ein realisiertes Teilstück der geplanten Reichsautobahn Berlin–Königsberg (heutige polnische Landesstraße DK 22 bzw. russische Fernstraße 27A-002, ehemalige R 516), vorbei. Noch heute findet sich die Stelle des früheren Bahnhofs von Deutsch Thierau an der Reichsbahnstrecke Heiligenbeil (Mamonowo) – Preußisch Eylau (Bagrationowsk) über Zinten (Kornewo), die nach 1945 stillgelegt wurde.

## Geschichte

Deutsch Thierau (D. Thierau), südwestlich von Königsberg und südöstlich der Stadt Heiligenbeil, auf einer Landkarte von 1910

Deutsch Thierau bestand bereits im 14. Jahrhundert. Der Ort wurde erstmals 1375 mit einer Größe von 48 Hufen als Kirchdorf erwähnt. 1782 war Deutsch Thierau ein königliches Dorf mit einer Kirche und 37 Feuerstellen (Haushaltungen).
Im Jahre 1874 wurde der Amtsbezirk Deutsch Thierau im Kreis Heiligenbeil gebildet. Er bestand aus den 12 Landgemeinden und Gutsbezirken Bilshöfen, Deutsch Thierau, Freihof, Freudenthal, Gallingen (russisch Lipowka), Hanswalde (Gemeinde und Gut, polnisch Jachowo), Herzogswalde (polnisch Jarocin), Lönhöfen (russisch Jasnoje), Mahlendorf, Preußisch Thierau (russisch Panfilowo) und Rosocken (russisch Lipowka).
Im Jahre 1910 wurden hier 549 Einwohner gezählt. Ihre Zahl stieg bis 1933 auf 622 und betrug 1939 schon 662.
Aufgrund von Strukturveränderungen bzw. Eingemeindungen bildeten 1945 noch fünf Gemeinden den Amtsbezirk Deutsch Thierau: Deutsch Thierau, Gallingen, Hanswalde, Herzogswalde und Lönhöfen. Sie lagen im Zuständigkeitsbereich des Amtsgerichts Heiligenbeil.
Bis 1945 gehörte Deutsch Thierau zum Landkreis Heiligenbeil im Regierungsbezirk Königsberg der preußischen Provinz Ostpreußen des Deutschen Reichs.
Gegen Ende des Zweiten Weltkriegs wurde die Region im Frühjahr 1945 von der Roten Armee besetzt. Anschließend wurde Deutsch Thierau zusammen mit der nördlichen Hälfte Ostpreußens von der Sowjetunion besatzungsrechtlich  in eigene Verwaltung genommen.

## Kirche

### Dorfkirche

Deutsch Thierauer Kirche um 1925

Grundriss der Dorfkirche

Westansicht der Dorfkirche um ca. 1895

Die Dorfkirche in Deutsch Thierau wird bereits im 14. Jahrhundert (1412) erwähnt. Bis zur Gründung des Herzogtums Preußen 1525 war die Kirche katholisch. Sie ist ein verputzter Backsteinbau auf Feldsteinfundament mit polygonalem Chorabschluss und einem mit Schindel gedeckten Holzturm aus dem Jahre 1743. Der Innenraum besteht aus einer flachen Bretterdecke und einen eingezogenen Chor aus Kreuzgewölbe, dessen dünne Rippen auf Halbdiensten mit Sporen ruhen. Die Wände des Langhauses sind 1,50 bis 1,70 m stark. Der Außenschmuck der Kirche ist die Westseite mit dem spitzbogigen Portal, das mit zwei Formsteinen, in reicher Abwechslung profiliert ist. Über dem Portal befindet sich eine kreisrunde Blende mit umlaufenden Rundstabprofilen eingefügt. Zu beiden Seiten der Kreisblende sind je zwei Spitzbogenblenden und nach der Dachtraufe wieder je eine kleine kreisrunde Blende. Unter der großen Kreisblende erscheint ein Fries von Tonplatten, die menschliche Köpfe darstellen.
Die Orgel wurde von der Firma Schuricht aus Danzig erbaut und 1859 geweiht. 1869 und 1906 wurde die Kirche und 1911 die Orgel renoviert.
In der Kirche hängt an der rechten Seitenwand eine schwarze Gedenktafel. Die Inschrift erinnert an zwei verdiente Pfarrer, die um 1700 an der Kirche amtierten. Es waren die Pfarrer Hornig, von dem der Sohn Amtsnachfolger des Vaters wurde. In seine Amtszeit fiel der Bau des Kirchturms. Die Baugelder hatte die Gemeinde durch ein Bittgesuch des Pfarrers an König Friedrich II. erlangt. Auf der Wetterfahne an der Kirchturmspitze stand „F.R.II 1741“; die Zahl bezeichnet das Baujahr.
Aufgrund der Kriegshandlungen 1945 hatte das Gebäude lediglich die oberen beiden Stockwerke des Turms verloren. Die Kirche selbst war nicht beschädigt. Nach der Teilung Ostpreußens verläuft die Grenze zu Polen direkt am südlichen Ortsrand, so dass der größte Teil des Dorfes zum Königsberger Gebiet gehört. Somit liegt das Dorf im Grenzsicherheitsstreifen. 1957 steht die Kirche noch, aber der Verfall schreitet fort. 1990 ist die Kirche nur noch eine Ruine mit eingestürztem Dach und zerstörten Mauern. Die südliche Vorhalle ist völlig zerfallen und mit Schotter bedeckt. Nur noch die Nord- und Südmauern sind erhalten geblieben. Von der einstigen Ausstattung sind nur noch ein Granit-Taufstein aus dem 14./15. Jahrhundert, ein vergoldeter Kelch von 1696 und eine ebensolche achteckige Oblatendose von 1667 erhalten.

### Kirchspiel
Das Kirchspiel Deutsch Thierau bestand schon in vorreformatorischer Zeit. Anfang der 1930er Jahre zählte es mehr als 2000 Gemeindeglieder, die in 15 Orten der Umgebung lebten, von denen fünf über ein Schulhaus verfügten:
| - Bilshöfen - Bregdener Waldhaus - Deutsch Thierau (heutiger Name: Iwanzowo) - Freihof - Frenzelswalde - Freudenthal - Gallingen (Lipowka) | - Hanswalde (Jachowo) - Herzogswalde (Jarocin) - Lönhöfen (Jasnoje) - Mahlendorf - Preußisch Thierau (Panfilowo) - Rosocken (Lipowka) - Stuthener Waldhaus - Vorder Freudenthal |

Zwei dieser Orte – Hanswalde und Herzogswalde – liegen heute auf polnischem Staatsgebiet, die übrigen gehören zu Russland. Die meisten sind heute nicht mehr existent.
Bis 1945 gehörte das Kirchspiel Deutsch Thierau zum Kirchenkreis Heiligenbeil in der Kirchenprovinz Ostpreußen der evangelischen Kirche der Altpreußischen Union.

### Pfarrer
Von der Reformation bis zur Vertreibung im Jahre 1945 amtierten in Deutsch Thierau 19 evangelische Geistliche:
| - Zacharias Holstein, ab 1571 - Andreas Lysäus, ab 1596 - Philipp Schön, ab 1600 - Johann Ludivict, bis 1663 - Heinrich Hornig, 1663–1696 - Erich Hornig, 1696–1751 - George Christian Hein, 1751–1781 - Johann Wilhelm Lau, 1781–1807 - Johann Zacharias Hoffmann, 1808–1819 - Johann Samuel August Rakowski, 1819–1856 | - Eduard Wilhelm Mensing, 1857–1869 - Adolf Ferdinand Georg Gropp, 1870–1872 - Hermann Ludwig von Rozynski, 1872–1888 - Alwin Otto Benedikt Titius (* 1839), 1889–1904 - August Johannes Christian Wegner, 1904–1912 - Friedrich Otto Bierfreund, 1912–1915 - Kurt Steinwender, 1915–1925 - Paul Reinhold, 1926–1936 - Bernhard May, 1936–1945 |

Arno Schmökel, der letzte Pfarrer von Eisenberg, hat sechs Jahre von Mai 1939 bis 9. Februar 1945 die Gemeinde mitbetreut.

## Persönlichkeit des Ortes
- Erhard Riemann (1907–1984), Volkskundler und Mundartenforscher, Träger des Ostpreußischen Kulturpreises für Wissenschaft 1976, wuchs in Deutsch Thierau auf, wo sein Vater als Lehrer und Kantor tätig war.